# Ủy ban Thường trực (Quốc hội Hoa Kỳ)
Trong Quốc hội Hoa Kỳ, ủy ban thường trực là ủy ban lập pháp vĩnh viễn được thành lập bởi Hạ viện Hoa Kỳ và Thượng viện Hoa Kỳ qua quy tắc tại mỗi viện. Bởi vì họ có thẩm quyền lập pháp, các ủy ban thường trực xem xét các dự luật, vấn đề, đề xuất và biện pháp để các ủy ban tương ứng xem xét. Họ cũng có trách nhiệm giám sát các cơ quan, chương trình và hoạt động trong phạm vi quyền hạn của họ và trong một số trường hợp giám sát cả nhưng cơ quan không trong thẩm quyền của ủy ban. Do tính chất thường trực, các ủy ban này vẫn tiếp tục họp ngay cả khi thời gian hoãn mỗi kỳ họp hai năm của Quốc hội vẫn đang diễn ra.
Hầu hết các ủy ban thường trực đề xuất các mức tài trợ và ủy quyền chúng cho các hoạt động của chính phủ và cho các chương trình hiện có. Một số ít có các chức năng khác. Ví dụ, Ủy ban Phân bổ ngân sách theo luật sẽ cung cấp ngân sách cho các cơ quan và các chương trình liên bang. Ủy ban Ngân sách thiết lập các mức tiền tổng hợp cho chi tiêu và doanh thu, đóng vai trò hướng dẫn công việc cho các hội đồng ủy quyền và phân bổ.
Đạo luật Tái Tổ chức Lập pháp năm 1946 đã giảm đáng kể số lượng các ủy ban. Thành viên của mỗi ủy ban được phân công vào đầu mỗi khóa Quốc hội, thường bằng cách thông qua một nghị quyết chính thức. Mỗi ủy ban có quyền bổ nhiệm nhân viên để hỗ trợ các chức năng lập pháp, điều tra và nghiên cứu của mình. Một số ủy ban chia công việc của họ thành các đơn vị con được gọi là tiểu ban.
Quy mô ủy ban từ 6 đến 50 thành viên mỗi ủy ban. Tại Hạ viện, một người không có quyền phục vụ trong hơn hai ủy ban thường trực và bốn tiểu ban cùng một lúc, mặc dù có thể được miễn trừ để phục vụ trong các ủy ban đó. Cũng tại Hạ viện, Ủy ban Chỉ đạo Đảng Cộng hòa Hạ viện chỉ định các Dân biểu Đảng Cộng hòa vào các ủy ban, trong khi Ủy ban Chỉ đạo và Chính sách Đảng Dân chủ Hạ viện phụ trách phân công các Dân biểu Đảng Dân chủ vào các ủy ban. Thượng viện tuân theo các thủ tục tương tự, với các thượng nghị sĩ được giới hạn tham gia không quá ba ủy ban và năm tiểu ban.

## Số lượng ban thường trực hiện tại
Tính đến  ngày 20 tháng 6 năm 2020, có 16 ủy ban thường trực tại Thượng viện và có 20 ủy ban thường trực tại Hạ viện. (không bao gồm Ủy ban Lựa chọn hoặc Đặc biệt.)